# Église Saint-Joseph (Riga)
L'église catholique romaine Saint-Joseph (letton : Svētā Jāzepa katoļu baznīca) est une église catholique située dans le voisinage de Dzirciems à Riga en Lettonie,.  

## Galerie

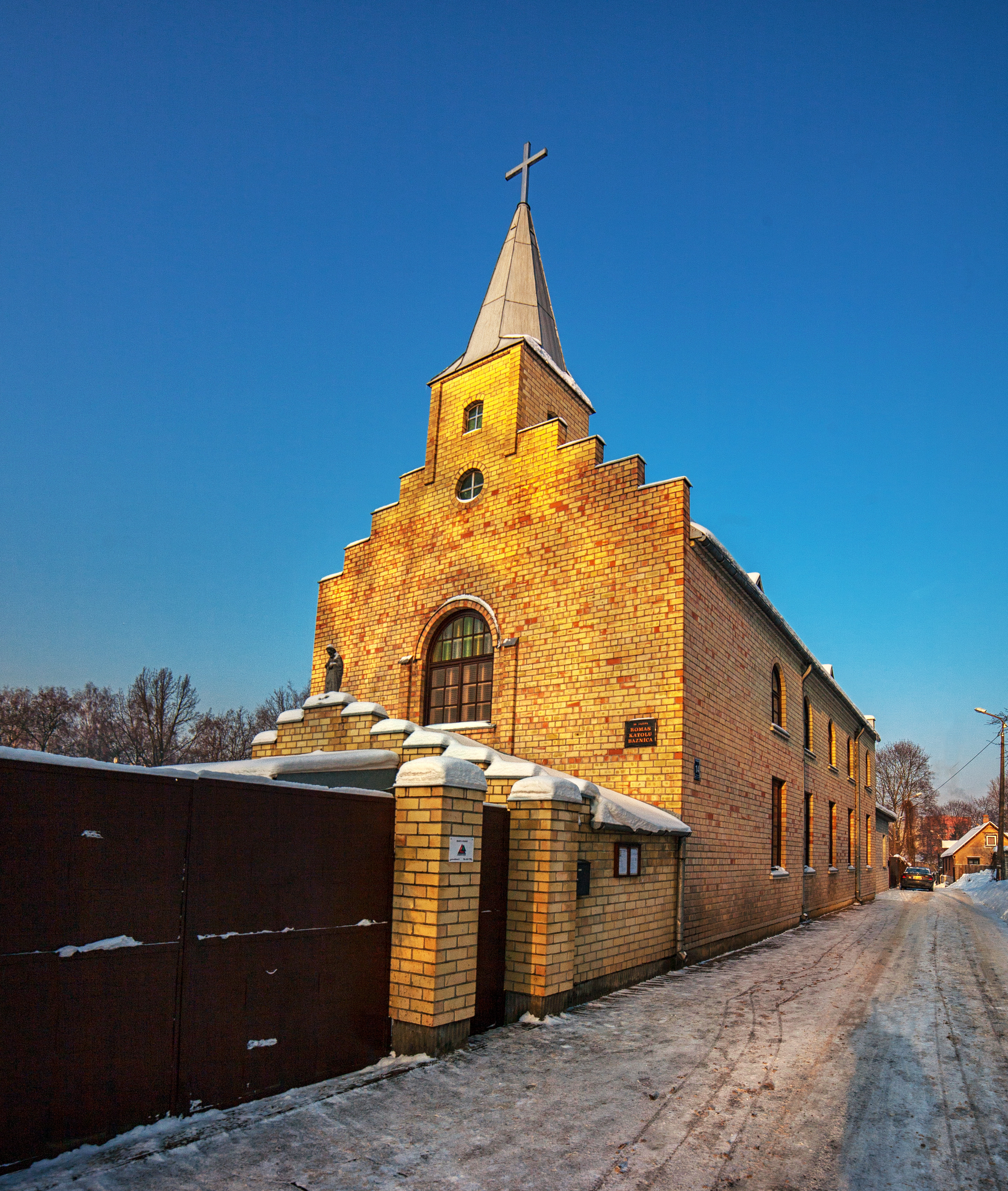
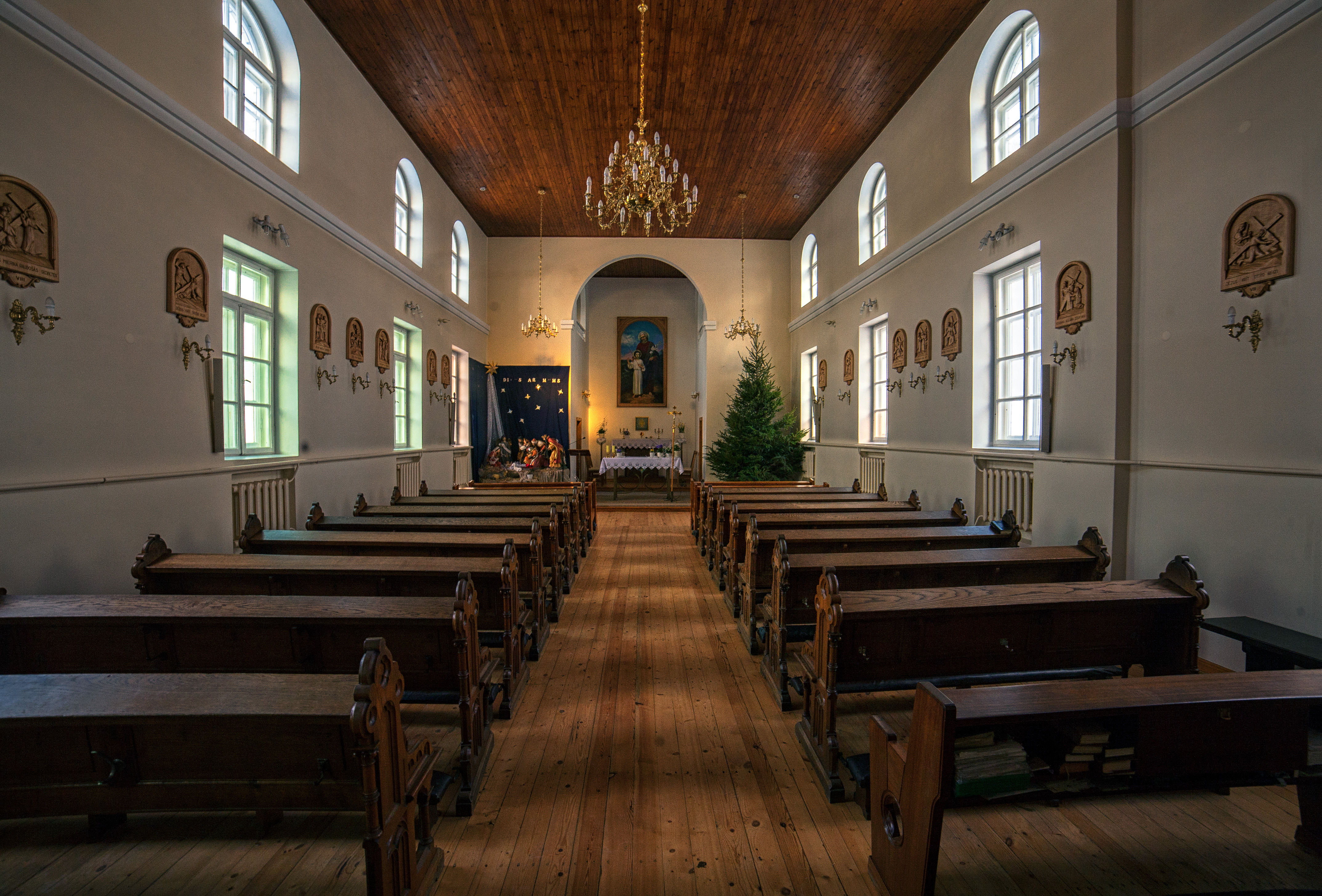
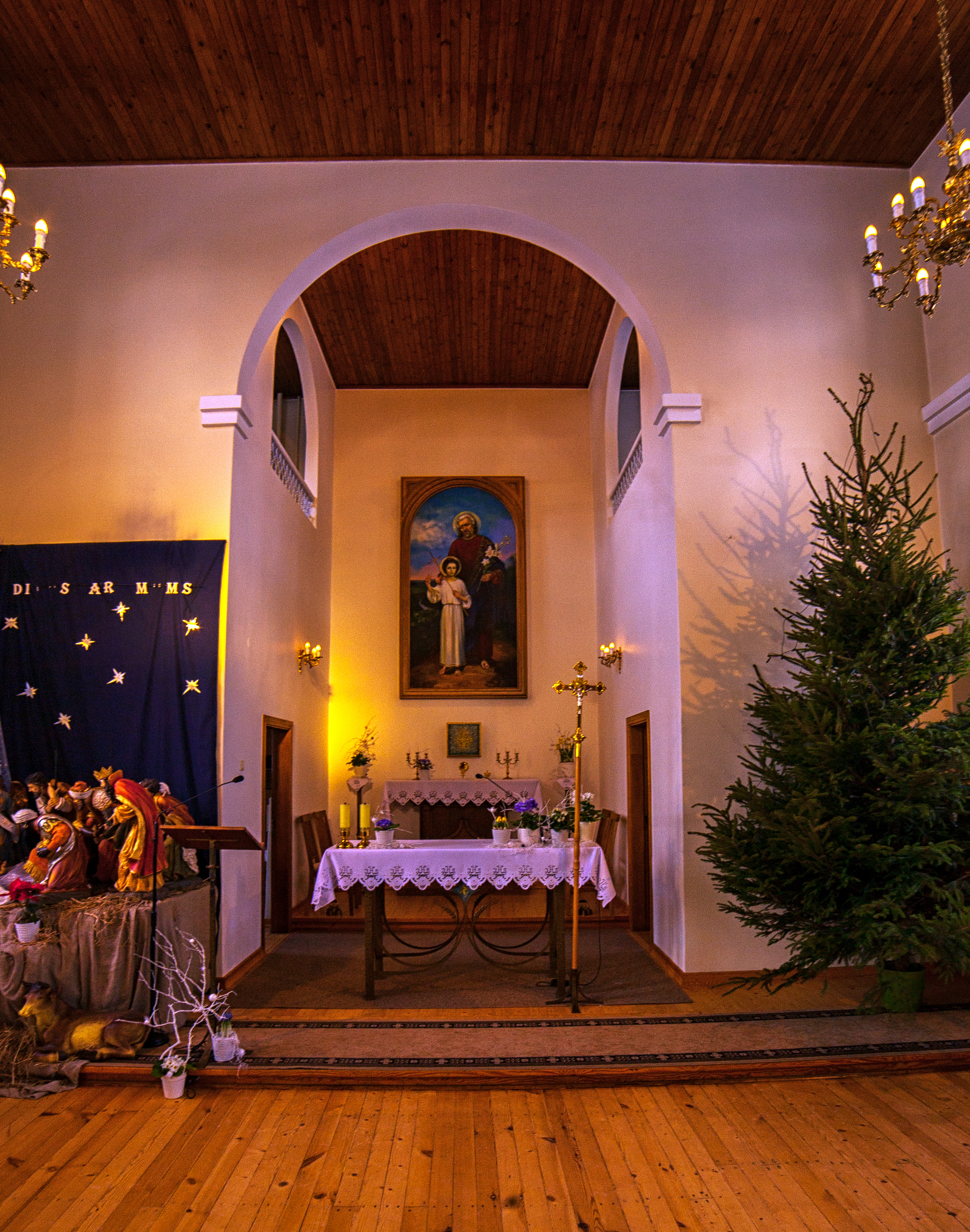